# Jebjerg (plaats)
Jebjerg is een plaats in de Deense regio Midden-Jutland, gemeente Skive. De plaats telt 1209 inwoners (2008).